# Jamshed Usmonov
Jamshed Usmonov (en tayiko: Ҷамшед Усмонов; 13 de enero de 1965, Asht, Tayikistán) es un actor, productor y director de cine tayiko y una de las figuras más notables del cine contemporáneo persa.

## Biografía
Jamshed Usmonov nació en la localidad de Asht, el 13 de enero de 1965 en la República Socialista Soviética de Tayikistán. Posteriormente se licenció en la Escuela de Bellas Artes de Dusambé, la capital tayika, y en la Escuela de Directores de Moscú.

## Filmografía

### Director y escritor
- Bihisht Faqat Baroi Murdagon (2006)
- Fararishtay Kifti Rost (2002)
- Parvaz-e Zanbur (1998)

### Productor
- Fararishtay Kifti Murdagon (2002)
- Parvaz-e Zanbur (1998)

### Actor
- Jol (2001)

### Editor
- Parvaz-e Zanbur (1998)

## Premios
Ha recibido un total de 14 premios y 4 nominaciones.

### Primer Festival de Cine Europeo de Angers
| Año  | Resultado | Premio                             | Categoría/Destinatario(s)          |
| ---- | --------- | ---------------------------------- | ---------------------------------- |
| 2003 | Ganador   | Premio Especial del Jurado Europeo | Por: Fararishtay Kifti Rost (2002) |

### Festival de Cine Internacional de Bratislavia
| Año  | Resultado        | Premio                                 | Categoría/Destinatario(s)          |
| ---- | ---------------- | -------------------------------------- | ---------------------------------- |
| 2003 | Ganador Nominado | Premio del Jurado Ecuménico Grand Prix | Por: Fararishtay Kifti Rost (2002) |

### Festival de Cine de Cottbus
| Año  | Resultado | Premio                              | Categoría/Destinatario(s)   |
| ---- | --------- | ----------------------------------- | --------------------------- |
| 1999 | Ganador   | Premio Don Quijote Premio Promoción | Por: Parvaz-e Zanbur (1998) |

### Festival de Cine de Londres
| Año  | Resultado | Premio          | Categoría/Destinatario(s)          |
| ---- | --------- | --------------- | ---------------------------------- |
| 2002 | Ganador   | Premio FIPRESCI | Por: Fararishtay Kifti Rost (2002) |

### Festival de Cine Internacional de Molodist
| Año  | Resultado | Premio                | Categoría/Destinatario(s)   |
| ---- | --------- | --------------------- | --------------------------- |
| 1999 | Nominado  | Premio Mejor Película | Por: Parvaz-e Zanbur (1998) |

### Premios Nika
| Año  | Resultado | Premio | Categoría/Destinatario(s)          |
| ---- | --------- | ------ | ---------------------------------- |
| 2004 | Ganador   | Nika   | Por: Fararishtay Kifti Rost (2002) |

### Festival Internacional de Singapur
| Año  | Resultado | Premio               | Categoría/Destinatario(s)          |
| ---- | --------- | -------------------- | ---------------------------------- |
| 2003 | Ganador   | Premio Silver Screen | Por: Fararishtay Kifti Rost (2002) |

| Año  | Resultado | Premio               | Categoría/Destinatario(s)   |
| ---- | --------- | -------------------- | --------------------------- |
| 1999 | Nominado  | Premio Silver Screen | Por: Parvaz-e Zanbur (1998) |

### Festival de Cine de Tesalónica
| Año  | Resultado        | Premio                              | Categoría/Destinatario(s)   |
| ---- | ---------------- | ----------------------------------- | --------------------------- |
| 1998 | Ganador Nominado | Alexander de Plata Alexander de Oro | Por: Parvaz-e Zanbur (1998) |

### Festival Internacional de Cine de Torino
| Año  | Resultado | Premio                                                           | Categoría/Destinatario(s)   |
| ---- | --------- | ---------------------------------------------------------------- | --------------------------- |
| 1998 | Ganador   | Premio de Audiencia FIPRESCI Prize Premio de la Ciudad de Torino | Por: Parvaz-e Zanbur (1998) |

### Festival Internacional de Tromsø
| Año  | Resultado | Premio                           | Categoría/Destinatario(s)          |
| ---- | --------- | -------------------------------- | ---------------------------------- |
| 2003 | Ganador   | Premio Aurora Premio Don Quijote | Por: Fararishtay Kifti Rost (2002) |

### Wiesbaden
| Año  | Resultado | Premio           | Categoría/Destinatario(s)          |
| ---- | --------- | ---------------- | ---------------------------------- |
| 2003 | Ganador   | Mención Especial | Por: Fararishtay Kifti Rost (2002) |